# Jack Scott
Giovanni Domenico Scafone, Jr. (24 de enero de 1936 - 12 de diciembre de 2019),   conocido como Jack Scott fue un cantante y compositor canadiense-estadounidense. Fue conocido por varios sencillos de éxito de estilo rockabilly de finales de los años cincuenta y principios de los sesenta. Scott fue incluido en el Salón de la Fama de las Leyendas del Rock and Roll de Míchigan en 2007 y en el Salón de la Fama de los Compositores Canadienses en 2011.

## Biografía
Scott nació en Windsor (Canadá), de padres italoestadounidenses. Pasó su primera infancia en Windsor, ciudad fronteriza con Detroit (Estados Unidos).  Cuando tenía 10 años, su familia se mudó a Hazel Park, un suburbio de Detroit. Creció escuchando música Hillbilly y su madre, Laura, le enseñó a tocar la guitarra. 
Siendo adolescente, Scott comenzó una carrera como cantante y adoptó el nombre artístico de "Jack Scott". A la edad de 18 años formó la banda Southern Drifters.  Después de liderar la banda durante tres años, firmó con la compañía discográfica ABC-Paramount Records como solista en 1957.  Tras publicar dos éxitos locales de gran venta para ABC-Paramount en 1957, cambió sello discográfico, firmando con Carlton Records y tuvo un doble éxito nacional en 1958 con "Leroy", que alcanzó el puesto número 11 en las listas de éxitos y " My True Love ", que llegó al puesto número 3.  El disco vendió más de un millón de copias, lo que le valió a Scott su primer disco de oro.  Posteriormente, en 1958, "With Your Love" alcanzó el puesto 28. En total, seis de las 12 canciones de su primer álbum se convirtieron en sencillos de éxito. En la mayoría de estos temas, estuvo respaldado por el grupo vocal Chantones. 
Sirvió en el ejército de los Estados Unidos durante la mayor parte de 1959, justo después de que " Goodbye Baby " alcanzara el puesto número 8 de las listas de éxitos. En 1959 también apareció en las listas con "The Way I Walk" (núm. 35). La mayoría de las cintas maestras de las grabaciones de Carlton se creían perdidas o destruidas hasta que Rollercoaster Records en Inglaterra lanzó un EP en vinilo, "Jack Scott Rocks", y un CD, The Way I Walk, que fueron en su mayor parte masterizados a partir de cintas originales en lugar de doblajes de discos, utilizado para reediciones anteriores.
A principios de 1960, Scott volvió a cambiar de sello discográfico, esta vez a Top Rank Records,  con el que grabó cuatro sencillos que entraron en la lista Billboard Hot 100. " What in the World's Come Over You " (No. 5), " Burning Bridges " (No. 3) b/n "Oh Little One" (No. 34) y "It Only Happened Yesterday" (No. 38 ).  "What in the World's Come Over You" fue el segundo disco de oro que consiguió Scott, al lograr vender más de un millón de copias.  Scott continuó grabando y actuando durante las décadas de 1960 y 1970.  Su canción "You're Just Gettin' Better" alcanzó las listas country en 1974.  En mayo de 1977, grabó una sesión para el disc jockey de BBC Radio 1, John Peel.
Scott lanzó su penúltimo álbum en 1995, una grabación en vivo acompañado de la banda británica Class of '58 realizada durante la celebración del Festival Rockhouse de 1994 en los Países Bajos.
En 2007, Jack Scott fue elegido miembro del Salón de la Fama de las Leyendas del Rock and Roll de Míchigan.  En 2011, fue incluido en el Salón de la Fama de los Compositores Canadienses. 
El último álbum de Scott, Way to Survive, se publicó en 2015.
Scott vivió la mayor parte de su vida en Hazel Park (Míchigan), antes de mudarse a la cercana Sterling Heights en sus últimos años. Sufrió un ataque cardíaco el 6 de diciembre de 2019 y murió seis días después en el Hospital St. John Macomb en Warren (Míchigan), a los 83 años.  

## Discografía

### Álbumes
| Año  | Álbum                                                         |
| ---- | ------------------------------------------------------------- |
| 1959 | Jack Scott (Carlton 12–107)                                   |
| 1960 | I Remember Hank Williams (Top Rank RM319)                     |
| 1960 | What in the World's Come Over You (Top Rank RM326)            |
| 1960 | What Am I Living For (Carlton 12–122)                         |
| 1960 | The Spirit Moves Me (Top Rank RM348)                          |
| 1964 | Burning Bridges (Capitol T2035)                               |
| 1995 | Jack Scott Live with The Class of '58 (Rockhouse ROCKCD 9504) |
| 2015 | Way to Survive (Bluelight BLR 33176)                          |

### Sencillos
| Año  | Sencillo                                                                  | Posicionamiento en listas | Posicionamiento en listas | Posicionamiento en listas | Posicionamiento en listas | Posicionamiento en listas | Posicionamiento en listas | Álbum                             |
| Año  | Sencillo                                                                  | Billboard Hot 100         | Hot R&B/Hip-Hop Songs     | Hot Country Songs         | CAN CHUM                  | CAN Country               | Reino Unido               | Álbum                             |
| ---- | ------------------------------------------------------------------------- | ------------------------- | ------------------------- | ------------------------- | ------------------------- | ------------------------- | ------------------------- | --------------------------------- |
| 1957 | "Baby, She's Gone" b/w "You Can Bet Your Bottom Dollar"                   | —                         | —                         | —                         | —                         | —                         | —                         | What Am I Living For              |
| 1957 | "Two Timin' Woman" b/w "I Need Your Love"                                 | —                         | —                         | —                         | —                         | —                         | —                         | What Am I Living For              |
| 1958 | "My True Love" /                                                          | 3                         | 5                         | —                         | 1                         | —                         | 9                         | Jack Scott                        |
| 1958 | "Leroy"                                                                   | 11                        | 5                         | —                         | 15                        | —                         | —                         | Jack Scott                        |
| 1958 | "With Your Love" /                                                        | 28                        | —                         | —                         | 18                        | —                         | —                         | Jack Scott                        |
| 1958 | "Geraldine"                                                               | 96                        | —                         | —                         | —                         | —                         | —                         | Jack Scott                        |
| 1958 | "Goodbye Baby" /                                                          | 8                         | —                         | —                         | 3                         | —                         |                           | Jack Scott                        |
| 1958 | "Save My Soul"                                                            | 73                        | —                         | —                         | 3                         | —                         | —                         | Jack Scott                        |
| 1959 | "I Never Felt Like This" /                                                | 78                        | —                         | —                         | 38                        | —                         | —                         | What Am I Living For              |
| 1959 | "Bella"                                                                   | —                         | —                         | —                         | 38                        | —                         | —                         |                                   |
| 1959 | "The Way I Walk"                                                          | 35                        | —                         | —                         | 31                        | —                         | 30                        | Jack Scott                        |
| 1959 | "Midgie"                                                                  | —                         | —                         | —                         | 43                        | —                         | —                         |                                   |
| 1959 | "There Comes A Time" b/w "Baby Marie"                                     | 71                        | —                         | —                         | 44                        | —                         | —                         | What Am I Living For              |
| 1960 | "What in the World's Come Over You" b/w "Baby, Baby"                      | 5                         | 7                         | —                         | 2                         | —                         | 11                        | What in the World's Come Over You |
| 1960 | "Burning Bridges" /                                                       | 3                         | 5                         | —                         | 2                         | —                         | 32                        | What in the World's Come Over You |
| 1960 | "Oh, Little One"                                                          | 34                        | —                         | —                         | 2                         | —                         | —                         | What in the World's Come Over You |
| 1960 | "What Am I Living For" b/w "Indiana Waltz" (from Jack Scott)              | —                         | —                         | —                         | —                         | —                         | —                         | What Am I Living For              |
| 1960 | "It Only Happened Yesterday" /                                            | 38                        | —                         | —                         | 4                         | —                         | —                         | Burning Bridges                   |
| 1960 | "Cool Water"                                                              | 85                        | —                         | —                         | 4                         | —                         | —                         | Burning Bridges                   |
| 1960 | "No One Will Ever Know" b/w "Go Wild Little Sadie"                        | —                         | —                         | —                         | —                         | —                         | —                         | Non-album tracks                  |
| 1960 | "Patsy" b/w "Old Time Religion" (from The Spirit Moves Me)                | 65                        | —                         | —                         | 18                        | —                         | —                         | Burning Bridges                   |
| 1961 | "Is There Something On Your Mind" b/w "I Found A Woman" (Non-album track) | 89                        | —                         | —                         | —                         | —                         | —                         | Burning Bridges                   |
| 1961 | "A Little Feeling (Called Love)" b/w "Now That I" (Non-album track)       | 91                        | —                         | —                         | —                         | —                         | —                         | Burning Bridges                   |
| 1961 | "My Dream Come True" b/w "Strange Desire" (Non-album track)               | 83                        | —                         | —                         | —                         | —                         | —                         | Burning Bridges                   |
| 1961 | "Steps One And Two" b/w "One Of These Days" (Non-album track)             | 86                        | —                         | —                         | —                         | —                         | —                         | Burning Bridges                   |
| 1961 | "If Only" b/w "Green Green Valley"                                        | —                         | —                         | —                         | —                         | —                         | —                         | Non-album tracks                  |
| 1962 | "Cry Cry Cry" b/w "Grizzily Bear"                                         | —                         | —                         | —                         | —                         | —                         | —                         | Non-album tracks                  |
| 1962 | "The Part Where I Cry" b/w "You Only See What You Wanna See"              | —                         | —                         | —                         | —                         | —                         | —                         | Non-album tracks                  |
| 1962 | "Sad Story" b/w "I Can't Hold Your Letters (In My Arms)"                  | —                         | —                         | —                         | —                         | —                         | —                         | Non-album tracks                  |
| 1963 | "Laugh and The World Laughs With You" b/w "Strangers" (Non-album track)   | —                         | —                         | —                         | —                         | —                         | —                         | Burning Bridges                   |
| 1963 | "All I See Is Blue" b/w "Meo Myo"                                         | —                         | —                         | —                         | —                         | —                         | —                         | Burning Bridges                   |
| 1963 | "There's Trouble Brewin'" b/w "Jingle Bells Slide"                        | —                         | —                         | —                         | —                         | —                         | —                         | Non-album tracks                  |
| 1964 | "I Knew You First" b/w "Blue Skies (Moving In On Me)"                     | —                         | —                         | —                         | —                         | —                         | —                         | Non-album tracks                  |
| 1964 | "What A Wonderful Night Out" b/w "Wiggle On Out"                          | —                         | —                         | —                         | —                         | —                         | —                         | Non-album tracks                  |
| 1964 | "Thou Shalt Not Steal" b/w "I Prayed For An Angel"                        | —                         | —                         | —                         | —                         | —                         | —                         | Non-album tracks                  |
| 1964 | "Tall Tales" b/w "Flakey John"                                            | —                         | —                         | —                         | —                         | —                         | —                         | Non-album tracks                  |
| 1965 | "I Don't Believe In Tea Leaves" b/w "Separation's Now Granted"            | —                         | —                         | —                         | —                         | —                         | —                         | Non-album tracks                  |
| 1965 | "Don't Hush The Laughter" b/w "Let's Learn To Live and Love Again"        | —                         | —                         | —                         | —                         | —                         | —                         | Non-album tracks                  |
| 1965 | "I Hope I Think I Wish" b/w "Looking For Linda"                           | —                         | —                         | —                         | —                         | —                         | —                         | Non-album tracks                  |
| 1966 | "Before The Bird Flies" b/w "Insane"                                      | —                         | —                         | —                         | —                         | —                         | —                         | Non-album tracks                  |
| 1967 | "My Special Angel" b/w "I Keep Changing My Mind"                          | —                         | —                         | —                         | —                         | —                         | —                         | Non-album tracks                  |
| 1970 | "Billy Jack" b/w "Mary Marry Me"                                          | —                         | —                         | —                         | —                         | —                         | —                         | Non-album tracks                  |
| 1973 | "May You Never Be Alone" b/w "Face To The Wall"                           | —                         | —                         | —                         | —                         | —                         | —                         | Non-album tracks                  |
| 1974 | "You're Just Gettin' Better" b/w "As You Take A Walk Through My Mind"     | —                         | —                         | 92                        | —                         | —                         | —                         | Non-album tracks                  |
| 1992 | "Burning Bridges" (with Carroll Baker)                                    | —                         | —                         | —                         | —                         | 55                        | —                         | Non-album tracks                  |